# Idiocera gorokana
Idiocera gorokana là một loài ruồi trong họ Limoniidae. Chúng phân bố ở miền Australasia.